# Central SC

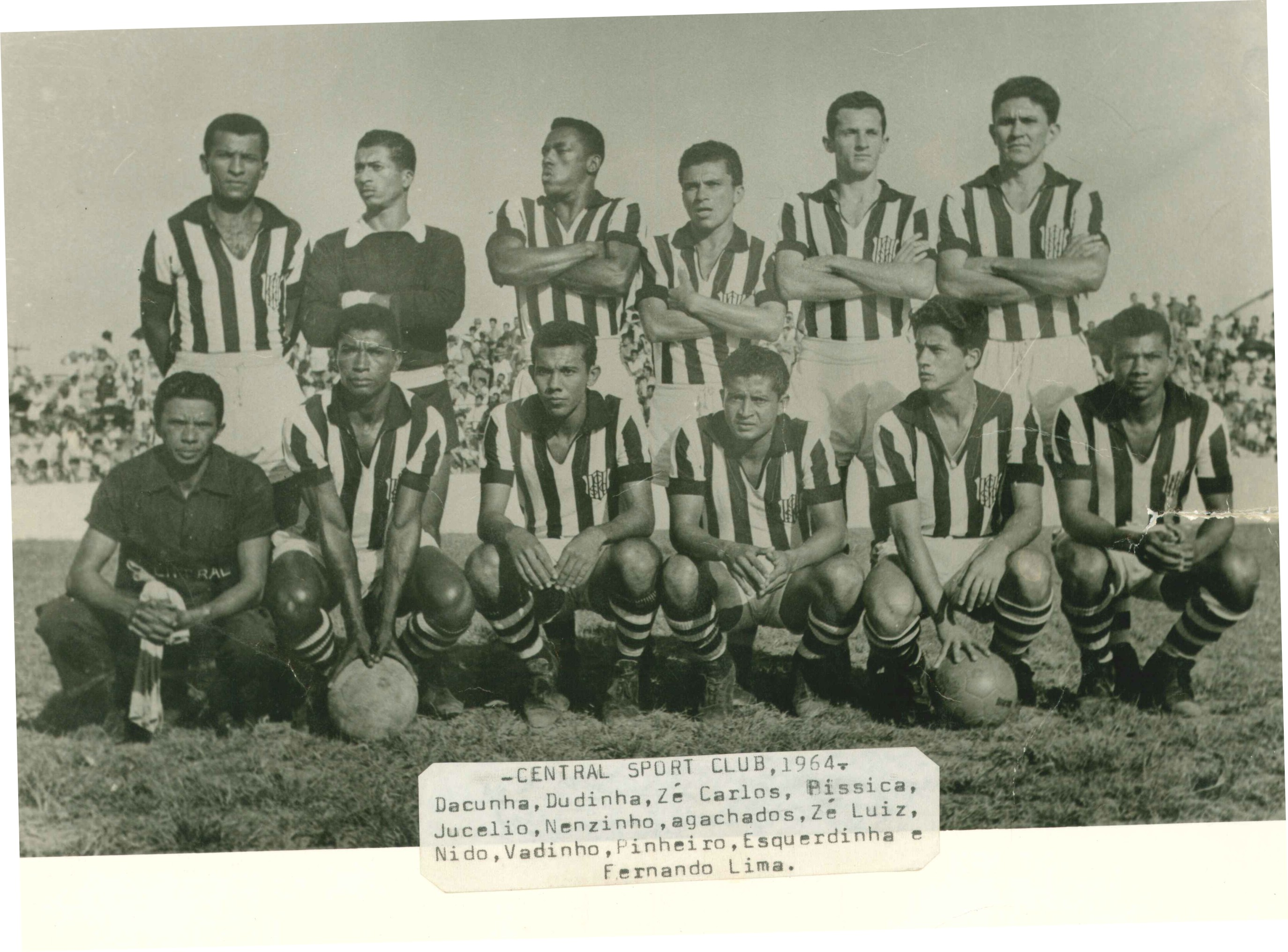
Team van 1964

Central SC is een Braziliaanse voetbalclub uit Caruaru in de staat Pernambuco. 

## Geschiedenis
De club werd opgericht in 1919. In 1986 promoveerde de club naar de Campeonato Brasileiro Série A, maar degradeerde weer na één seizoen. De club won nog nooit een grote prijs, voornamelijk omdat de concurrentie uit de stad Recife te groot is. De club moet altijd Sport, Santa Cruz en Náutico laten voorgaan. 